# Robert Rutman
Robert „Bob“ Rutman  (* 15. Mai 1931 in Berlin; † 1. Juni 2021 ebenda) war ein international bekannter deutsch-US-amerikanischer bildender Künstler, Musiker und Komponist, der seine Karriere in den Vereinigten Staaten begann. Er gilt als Pionier der Multimedia-Performance, weil er auf selbst entwickelten Musikinstrumenten spielte oder spielen ließ. Außerdem fertigte Rutman Zeichnungen, Ölgemälde, Gravuren und Draht-Skulpturen an. Er lebte und arbeitete ab 1990 bis zu seinem Tod in Berlin.

## Leben
Rutman war das Kind einer jüdischen Mutter, die 1938 aus NS-Deutschland emigrierte. Zuerst kam die Familie nach Polen, 1939 folgte ein Aufenthalt in England. Nach dem dortigen Schulbesuch ging Rutman 1950 in die Vereinigten Staaten, musste 1951 seinen Militärdienst leisten und wurde in Heilbronn in der Bundesrepublik Deutschland stationiert.

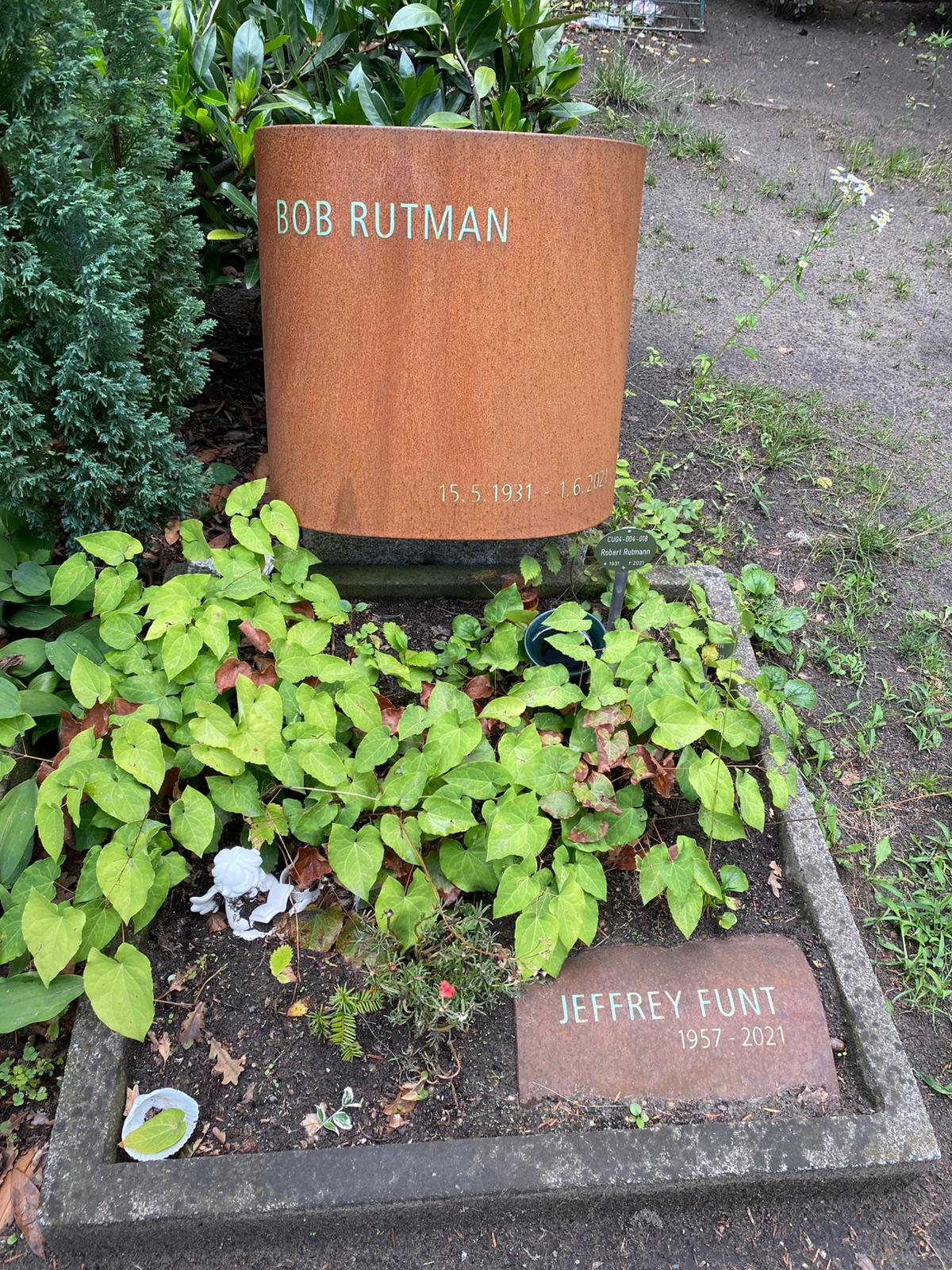
Grabstätte auf dem Dorotheenstädtischen Friedhof

Von 1955 bis 1962 studierte Rutman Kunst in New York City und Mexiko-Stadt. Bald nach dem Abschluss des Studiums gründete er eine Kunstgalerie in New York. Nachdem er aus New York fortgegangen war, gründete er in Maine eine Multimedia-Galerie, die aber nach vier Jahren Insolvenz anmelden musste. In Maine stellte Rutman 1968 seine erste Skulptur aus Stahl her, die mittels eines Bogens bespielt werden kann. Er nannte sie Steel Cello und gab damit kleine Konzerte. Wegen des großen Interesses entwickelte er in kurzer Zeit eine breite Variation solcher neuartiger Musikinstrumente. 1975 gründete Rutman schließlich das U.S. Steel Cello Ensemble und tourte durch Amerika und Europa. Seine bildnerischen Arbeiten setzte er in Boston fort und schuf dort innerhalb weniger Jahre den Hauptteil seines künstlerischen Werkes.
Rutman lebte vier Jahre in Mexiko, wo er heiratete und Vater seines Sohnes wurde.
Im Jahr 1990 übersiedelte Rutman dauerhaft nach Berlin und lebte im Ortsteil Berlin-Mitte. Seine letzte Ruhestätte erhielt er auf dem Dorotheenstädtischen Friedhof.

## Kurzbeschreibung der neuartigen Klangkörper

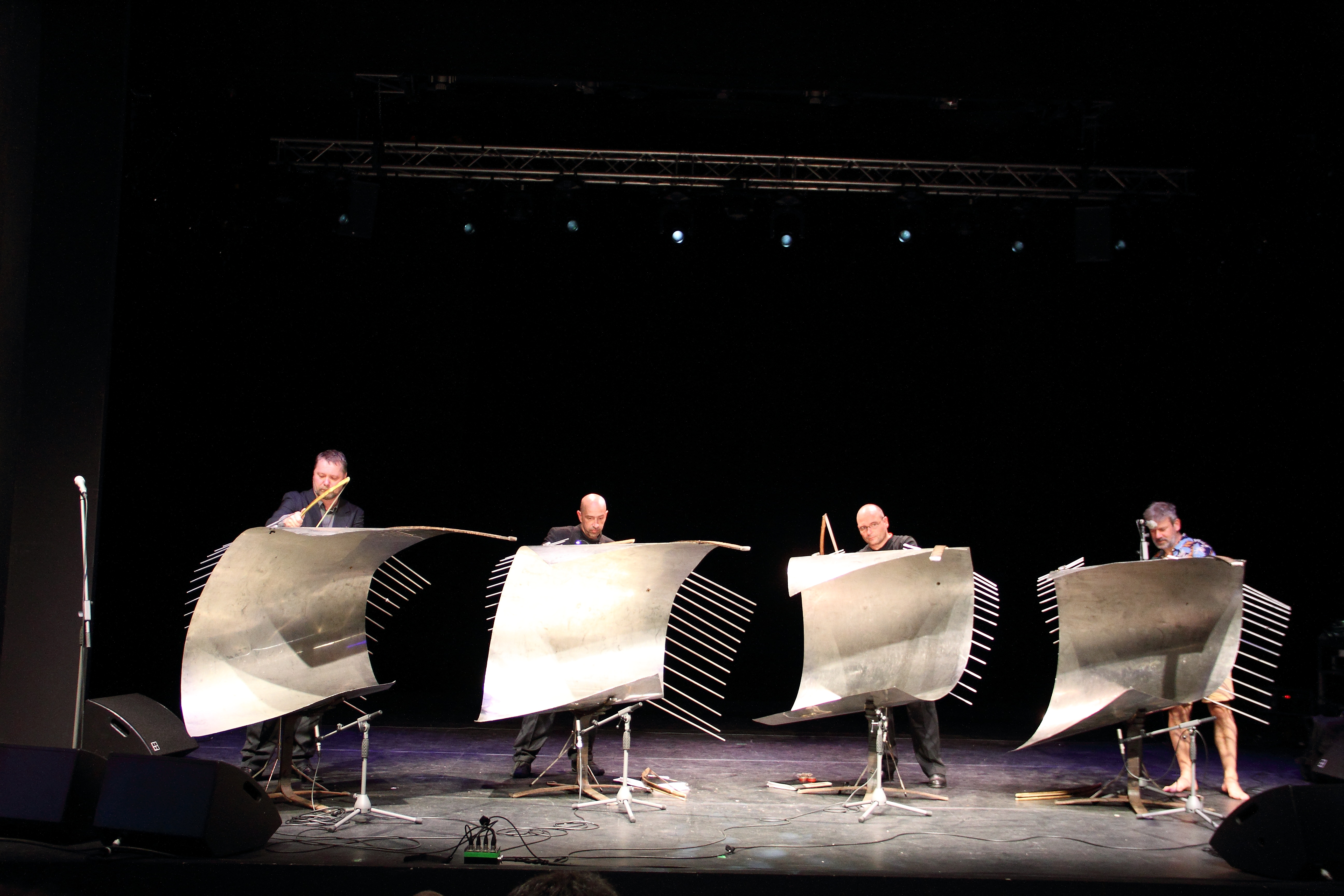
Von Rutmans Instrumenten inspirierte Stahlcelli des Dresdner Stahlquartetts

Die Instrumente bestehen aus vorgebogenen Metalltafeln, frei schwingenden Stäben oder Stahlsaiten in festen Haltern, die mit einem Standard-Geigenbogen gestrichen werden. Ihre wegen des Materials sehr schwere Konstruktion entlehnt Rutman dabei bekannten Bauformen wie einem Cello oder Schlaginstrumenten und benennt sie auch so: Steel Cello (Cello aus Stahl), Bow chime (frei übersetzt etwa Bogen-Klangerzeuger), Buzz chime (Summ-Instrument) oder Tabla, Chant bow chime und Horn, Three bow chimes. Diese erinnern an Darstellungen von Harry Bertoia. Zusätzlich werden bei den Konzerten Filmausschnitte eingespielt.

## Musikalisches Werk (Auswahl)
Ab den 1980er Jahren begann Rutman eigene Shows oder Musikstücke zusammenzustellen wie Dresden (1995; Gedenken an die Zerstörung dieser Stadt), To Sleep By (1998), Song Of The Steel Cello (1999), Zuuhh Muttie Mum (1999) oder Voyage by Heart. 
1999 beteiligte er sich an dem Berliner Atonal-Musikfestival, spielte im Rohbau des Tiergartentunnels und an vielen anderen meist ungewöhnlichen Orten.
Mit Voyage by Heart trat er unter anderem in der Max-Taut-Aula in Berlin-Rummelsburg im Januar 2010 auf.

## Ausstellungen der Rutmanschen Kunstwerke (Auswahl)
- Houston in Texas (1959)
- Mexiko-Stadt (1960)
- New York (1963, 1964, 1983, 1985)
- Boston (1962, 1978)
- Barcelona (1990)
- Berlin (1988, 1990, 1991)
- Dresden (1995)

## Zusammenarbeit mit anderen Künstlern (Auswahl)
Bei der Erarbeitung seiner Performances suchte Rutman immer wieder die Zusammenarbeit mit wichtigen Musikern, Regisseuren oder Komponisten. Zu ihnen zählten:
- Peter Sellars, der die Musik zu King Lear komponierte
- Merce Cunningham & Company
- Robert Wilson (Alcestis am American Repertory Theatre)
- Heiner Goebbels
- Daniel Orlansky
- David Zaig
- Mit der Gruppe Einstürzende Neubauten trat er in mehreren Orten in den Vereinigten Staaten auf.[7]
- Justin Carter
- Carsten Lisecki
- Charles André Meury
- Rudolph Moser
- Dorothy Carter
- The Stanford Group Theater (New York)
- Jacalyn Carley/Tanzfabrik Berlin (Projekt X)
- Wim Wenders (In weiter Ferne, so nah!)
- Moon-suk Kang (Moon Suk) zur Uraufführung der Oper Eine unbekannte Zeit
- Martin Eder